# Béhavioralisme
Ne doit pas être confondu avec béhaviorisme.
Le behavioralisme (à ne pas confondre avec le béhaviorisme, théorie de l'apprentissage) est une discipline de la science politique venue des États-Unis dans les années 1960-1970 et associée au développement des sciences du comportement, qui prennent modèle sur les sciences de la nature en cherchant à fournir une approche « libérée de la valeur » et quantifiée pour comprendre et prédire le comportement politique. Elle a marqué toute la science politique, mais avec des conséquences différentes selon les traditions nationales, moins marquées dans des pays comme la France ou la Grande-Bretagne.
Avant la « révolution behavioraliste », le champ de la science politique était contesté en tant que tel. Les critiques considéraient que l'étude de la politique était principalement qualitative et normative et affirmaient qu'il lui manquait la méthode scientifique nécessaire pour être qualifiée de science. Les behavioralistes se serviraient d'une méthode stricte et de la recherche empirique pour valider leur étude en tant que science sociale.

## Source
- (en) Cet article est partiellement ou en totalité issu de l’article de Wikipédia en anglais intitulé « Behavioralism » (voir la liste des auteurs).